# Akustische Markenführung
Akustische Markenführung (auch: Audio Branding, Sound Branding, Sonic Branding oder Acoustic Branding) ist der deutsche Überbegriff für Prozesse, bei denen hörbare Bestandteile von Marken oder komplette hörbare Marken entwickelt und genutzt werden.
Akustische Markierungen finden statt, seitdem bestimmten Klängen wichtige, teilweise lebensnotwendige Funktionen zugeordnet worden sind. Kommerziell werden hörbare Markenelemente seit Beginn des 20. Jahrhunderts produziert und strategisch verwendet. Diese Prozesse der Markenführung bauen Merkmale zum Erkennen, Wiedererkennen, Unterscheiden, Erinnern und Binden auf. Klänge vervollständigen im Marketing die Corporate Identity von Unternehmen, welche lange Zeit hauptsächlich visuell in Erscheinung getreten ist. Länge, Sprachanteil und die Positionierung von Klängen im Vorder- oder Hintergrund von Werbemaßnahmen sind häufige Unterscheidungskriterien für akustische Markenelemente. In der Praxis kommen am häufigsten die Formen Audiologo, Jingle, Markenstimme, Markenlied und Soundscapes vor. Eine kritische Gegenstimme zur akustischen Markenführung ist die Klangökologie.

## Begriff und Abgrenzung
Für den umfassenden Prozess der akustischen Markenführung wird in der Praxis und Literatur keine (international) einheitliche Bezeichnung verwendet. Die Entwicklung von Marken oder Markenelementen heißt im Allgemeinen Branding, wohingegen die Eigenschaft der Hörbarkeit von Markenelementen durch mehrere Attribute wie audio, sound, sonic, music oder acoustic wörtlich zum Ausdruck gebracht wird.
Bis zum Herbst 2010 schien sich die Kombination der beiden Wortkomponenten Audio und Branding, also der Fachbegriff Audio Branding, durchgesetzt zu haben. Eine von der Hamburger Audio Branding Academy durchgeführte Studie hat im September 2010 jedoch ergeben, dass der Begriff Sound Branding in der unternehmerischen Praxis bevorzugt wird. Erfragt wurde dies allerdings im Zusammenhang, ein sprachliches Gegenstück zum Visual Branding zu finden. Erhoben mit 32 Agenturen, die akustische Markenelemente in 13 Ländern produzieren, hat die Umfrage erwiesen, dass 46 Prozent der Beteiligten den Begriff Sound Branding anstelle von Audio Branding (32 Prozent der Stimmen) für korrekt halten. Hinsichtlich der Benennung hörbarer Marken überwog die Betitelung Sound Logo mit 45 Prozent sogar eindeutig gegenüber dem Audio Logo, das nur 6 Prozent Zustimmung erhielt. Somit könnte sich auch im deutschsprachigen Raum nun bald der Begriff etablieren, der im anglo-amerikanischen Raum schon eine längere Zeit am häufigsten gebraucht wird: Sound Branding. Anstelle von Branding ist auch oft von Identity die Rede. Acoustic Corporate Identity, Corporate Sound und ähnliche Begriffe sind ebensolche Synonyme für das hörbare Gesamtkonzept eines Unternehmens und/oder der von ihm geführten Marken.
Auch der deutsche Begriff der akustischen Markenführung ist nicht ganz präzise. Da auf die Wahrnehmung von Marken abgezielt wird, greift das Wort akustisch nur unzureichend. Akustik beschreibt lediglich die physikalische Ebene des Schalls. Von der physiologischen Ebene des Hörens ist korrekt erst dort die Rede, wo es um Auditives, also Hörbares, Wahrnehmbares geht.

## Geschichte
Die Anfänge der akustischen Markenführung reichen weit zurück: Seit circa 4000 Jahren prägen (Kirchen-)Glocken die akustische Landschaft von Städten und Regionen dank ihres starken Wiedererkennungswertes. Unterschiedlichen Tonhöhen und Melodien des Geläuts wurden Funktionen zugeordnet für beispielsweise Brandschutz, den Aufruf zum Gottesdienst oder das Anzeigen der Uhrzeit. Auch Fanfaren sind als erste Anwendungen anzusehen. Sie wurden bei der Jagd eingesetzt, dienten der Ankündigung von Königen und finden noch immer Verwendung bei Naturvölkern.
Der kommerzielle Gedanke der akustischen Markenführung kam Anfang des 20. Jahrhunderts auf; mit der Nutzung eines Musikstücks zu Werbezwecken im Jahre 1905 in der damals aufstrebenden Automobilbranche. Der Song „In My Merry Oldsmobile“ der Oldsmobile Motor Company bildete die Grundlage der Marketingkommunikation des Unternehmens. 1920 erfand Erik Satie entgegen aller Gewinnorientierung die sogenannte entwicklungslose Musik. Er war der erste Komponist, der mit seinen Stücken Klangteppiche ohne Entwicklung schuf, woraus er den Stil Musique d’ameublement begründete. Anschließend fand in der Radio-Ära der rasante Aufstieg der Radiowerbespots statt. Seit 1934 existiert das Unternehmen Muzak, welches mit funktioneller Musik Erfolge verzeichnen konnte. Die Hintergrundmusik oder auch Kaufhausmusik sollte vernommen, jedoch nicht bewusst wahrgenommen werden. Diese Entwicklung hin zu einem alltäglichen Umgang mit Klang-Elementen fand bis dahin in den USA statt. In den 50er Jahren hielten schließlich Werbejingles Einzug auch in Europa.
Akustische Markenführung kann hinsichtlich ihrer kommerziellen Nutzung und wissenschaftlichen Erforschung als junge Disziplin bezeichnet werden, in der sich noch keine einheitliche Praxis herauskristallisiert hat. Doch sie etabliert sich zunehmend am Markt und wird von einer ansteigenden Zahl an Unternehmen genutzt.

## Corporate Identity und akustische Markenführung
Markenführung ist als Teil des Marketings anzusehen und beinhaltet Maßnahmen zum Aufbau einer Marke als Merkmal zum Erkennen, Wiedererkennen, Unterscheiden, Erinnern und Binden, um sie aus der Masse gleichartiger Angebote hervorzuheben. So soll eine eindeutige Zuordnung zu der bestimmten Marke ermöglicht sowie eine unverwechselbare Identität geschaffen werden.
Die Marke existiert analog zur Unternehmensidentität, der Corporate Identity, einer in sich geschlossenen Unternehmenspersönlichkeit. Diese setzt sich zusammen aus: Corporate Design (Erscheinungsbild des Unternehmens), Corporate Behaviour (Verhalten des Unternehmens) und Corporate Culture (Kultur des Unternehmens). Damit präsentiert sich das Unternehmen vor der Öffentlichkeit. Mittels auditiver Komponenten erfolgt eine Erweiterung der Corporate Identity um den Corporate Sound (Klang des Unternehmens), welcher stets Bestandteil der ganzheitlichen Markenführung ist. Hörbare Reize sind besonders erfolgreich für die Vermittlung von Emotionen sowie Informationen. Sie haben Einfluss auf die Einstellung zu einer Marke, die Kaufbereitschaft und das Einkaufsverhalten.
Der gesamte Prozess der Akustischen Markenführung lässt sich wie folgt unterteilen: Auf strategischer Ebene wird zunächst eine Analyse externer und internen Faktoren vollzogen, welche in Zusammenhang mit der Marke stehen. Daraufhin erfolgt der Transfer der ermittelten Informationen und Daten in ein akustisches Fundament. Operativ wird schließlich die klanglich-musische Form umgesetzt. Die so geschaffene Klangidentität ist stark an der Unternehmensidentität orientiert und bestimmt die Gestaltung der akustischen Markenelemente.

## Akustische Elemente von Marken
Akustische Elemente von Marken ergeben zusammen mit visuellen Komponenten wie etwa Farben, Schriften und Formen die bestimmte Gestalt einer Marke.

### Unterscheidungskriterien
Anhand verschiedener Merkmale lassen sich akustische Markenelemente klassifizieren:
Die Länge des akustischen Reizes lässt sich unterteilen in kurz (weniger als 3 Sekunden), mittellang (3 bis 7 Sekunden) und lang (mehr als 7 Sekunden). Die Kombination mit verbalen Reizen gibt Auskunft, ob Sprache beteiligt ist oder nicht. Unterschieden werden kann auch danach, ob in der Werbemaßnahme die Einbindung im Hintergrund oder Vordergrund erfolgt. Bezüglich der inhaltlichen Bedeutung lässt sich weiter klassifizieren in natürliche Bedeutungen, wie ein Vogelzwitschern, und metaphorische oder erworbene Bedeutungen, etwa Tonfolgen, die zum Beispiel als Metaphern für menschliche Schritte stehen.

### Akustische Markenelemente (Auswahl)
Aufgeführt werden hier die in der Praxis am häufigsten verwendeten Markenelemente.

#### Audiologo
Das Audiologo, auch akustisches Logo, Sound Logo, Sonic Logo, Kennmotiv, akustische Signatur oder Hörmarke genannt, ist kurz, prägnant, einprägsam, im weitesten Sinn geräuschartig bis melodisch und kann instrumental auftreten, gesprochen oder gesungen werden.

#### Jingle
Ein melodisches Stück, das Text enthält und meist gesungen wird, bezeichnet man als Jingle. Dieser enthält den Werbespruch oder die zentrale Botschaft und kann nach der Etablierung bei den Hörenden auch ohne Text verwendet werden.

#### Markenstimme
Markenstimme, auch Brand Voice, Corporate Voice oder Unternehmensstimme genannt, ist eine spezifische Sprechstimme, die konsequent und langfristig für die verbale Kommunikation eines Unternehmens eingesetzt wird.

#### Markenlied
Bei einem Markenlied, auch als Brand Song oder Corporate Song bekannt, kann es sich einerseits um eine bereits populäre Fremdkomposition handeln, welche nicht für das Unternehmen geschaffen worden ist. Andererseits kann dieses Lied nach den Richtlinien der akustischen Identität entwickelt werden.

#### Soundscape
Soundscape bezeichnet einen gestalteten, atmosphärischen Klangraum, der in realen Umgebungen wie Verkaufsräumen oder in Medien wie dem Internet eingesetzt wird.

### Weitere Klangtypen
Zu unterscheiden von akustischen Markenelementen sind Klangtypen, die mit dem Produkt und seiner Gestaltung akustisch verbunden sind und in die akustische Markenführung einbezogen werden.

#### Begriffseigener Klang
Dabei handelt es sich um Lautmalerei von Markennamen oder Slogans, wodurch leicht Assoziationen hervorgerufen werden sollen.

#### Produkteigener Klang
Gezielt werden Geräusche von Produkten gestaltet, zum Beispiel das Schließen einer Autotür, oder unerwünschte Geräusche reduziert.

#### Interaktiver Klang
Auch Sound-Objekts genannt, ersetzen sie mechanische Geräusche, die durch technologische Verbesserung weggefallen sind.

## Wissensstand heute
Auch wenn schon einige Marken Sound Branding seit geraumer Zeit erfolgreich einsetzten, so fehlt dennoch vielen Unternehmen das Bewusstsein für Sound Branding. Denn es fehlt nach wie vor an konkreten Studien über die Wirkung und den Nutzen von Sound Branding im Allgemeinen, beziehungsweise den Einsatz von akustischen Reizen zu Kommunikationszwecken. Einige Untersuchungen der letzten Jahre bezogen sich hingegen ausgiebig mit der Verwendung von Musik. Aus diesen konnten umfangreiche Erkenntnisse über die Wirkung von akustischen Reizen auf die Einstellung zur Marke und das Verhalten gewonnen werden. Diese empirischen Erkenntnisse, eine Sammlung aus mehreren Studien, fasst Steiner in seinem Buch zusammen. Demnach gehören zu den Wirkungsmöglichkeiten akustischer Reize in der Kommunikation:
·        Erzeugung angenehmer Stimmung
·        Erhöhung der Aufmerksamkeit
·        Erhöhung der Bildbetrachtungszeit
·        Verbesserung der Informationsverarbeitung
·        Verkürzung zeitlicher Wahrnehmung („Flow“)
·        Persönlichere Wirkung der Werbebotschaft
·        Verbesserung der Erinnerung an die Werbebotschaft
·        Assoziativer Anker für die Wiedererkennung der Marke
·        Positiver Einfluss auf das Markenimage
·        Positiver Einfluss auf das innere Markenbild
·        Erhöhung der Glaubwürdigkeit des Verkaufspersonals
·        Verbesserung der Beurteilung der Werbung/Produkt/Marke/Service
·        Steigerung der Kaufbereitschaft
Dank dieser Kenntnisse über die Wirkung akustischer Reize auf die Marke und das Verhalten ist anzunehmen, dass der Nutzen aus einem effizienten Einsatz von akustischen Reizen und somit Sound Branding anerkannt wird.

## Kritik: Klangökonomie vs. Klangökologie
Als Gegenpol zum wachsenden Markt für Klangerzeugnisse, der aus der akustischen Markenführung hervorgegangen ist, existiert seit den 1960er Jahren die so genannte Klangökologie als wissenschaftliche Forschungsrichtung. Sie ist die kritische Perspektive auf die Entwicklung von auditiver Einwirkung auf den Menschen. Auch in Hinblick auf akustische Markenführung befasst sie sich mit den kaum gegebenen Grenzen und der Berechtigung von auditiver Reizung, die wissenschaftlich noch nicht genügend untersucht ist. Habitualisierungsprozesse und Manipulationspotenzial sind Stichworte der Klangökologie.
Geprägt wurde der Begriff einer Ökologie der Klänge und ihrer Verschmutzung durch R. Murray Schafer. In Deutschland machte Rüdiger Liedtke auf die Gefahren einer zunehmenden Vertreibung der Stille mit seiner gleichnamigen Veröffentlichung ab 1988 aufmerksam.